# حبيل احضار (المسيمير)

تعديل مصدري - تعديل

حبيل احضار هي إحدى قرى عزلة المسيمير بمديرية المسيمير التابعة لمحافظة لحج، بلغ تعداد سكانها 31 نسمة حسب تعداد اليمن لعام 2004.